# Cantó de Carentan
El cantó de Carentan és un cantó francès del departament de la Manche, situat al districte de Saint-Lô. Té 14 municipis i el cap es Carentan.

## Municipis
- Auvers
- Auxais
- Brévands
- Carentan
- Catz
- Méautis
- Raids
- Saint-André-de-Bohon
- Saint-Côme-du-Mont
- Sainteny
- Saint-Georges-de-Bohon
- Saint-Hilaire-Petitville
- Saint-Pellerin
- Les Veys

## Història
| Data d'elecció                           | Identitat            | Partit        | Qualitat |
| ---------------------------------------- | -------------------- | ------------- | -------- |
| 1945-1949                                | Léon Lebrun          | --            |          |
| 1949-1967                                | Léon Alphonse        | RPF           |          |
| 1967-1973                                | Léon Gilles          | CD            |          |
| 1973-1979                                | André Gillot         | UDF           |          |
| 1979-1985                                | Michel Duval         | PS            |          |
| 1985-1998                                | André Lemaître       | UDF           |          |
| 1998-2004                                | Jean-François Landry | Divers droite |          |
| 2004-                                    | Hervé Houel          | PS            |          |
| les dades anteriors no són pas conegudes |                      |               |          |
|                                          |                      |               |          |

## Demografia
| A partir de 1990: Població sense dobles comptes |